# Kudur
Kudur is een bestuurslaag in het regentschap Pati van de provincie Midden-Java, Indonesië. Kudur telt 1168 inwoners (volkstelling 2010).